# Nelbener Grund und Georgsburg
Koordinaten: 51° 39′ 46″ N, 11° 45′ 4″ O

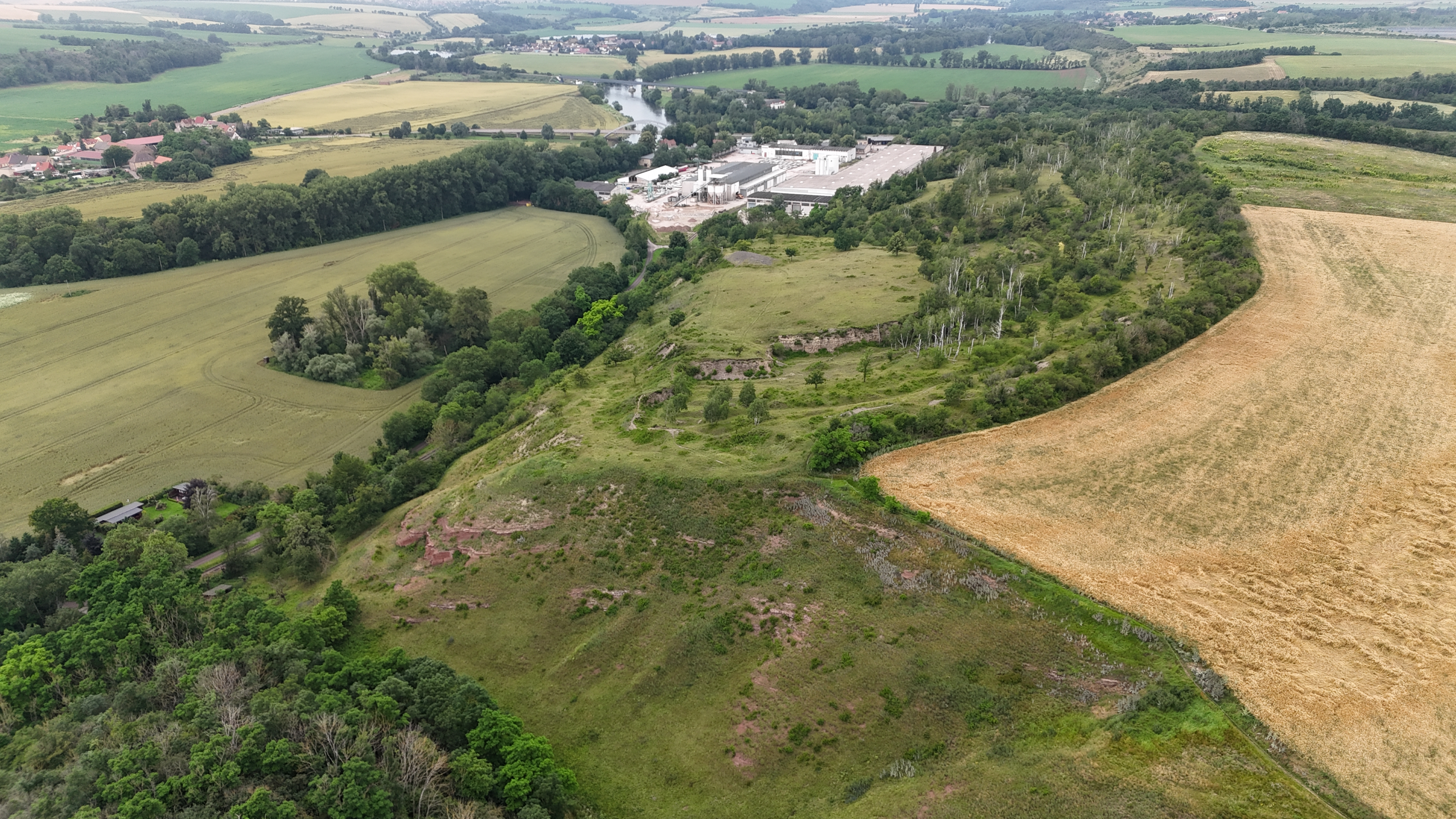
Blick über das Naturschutzgebiet

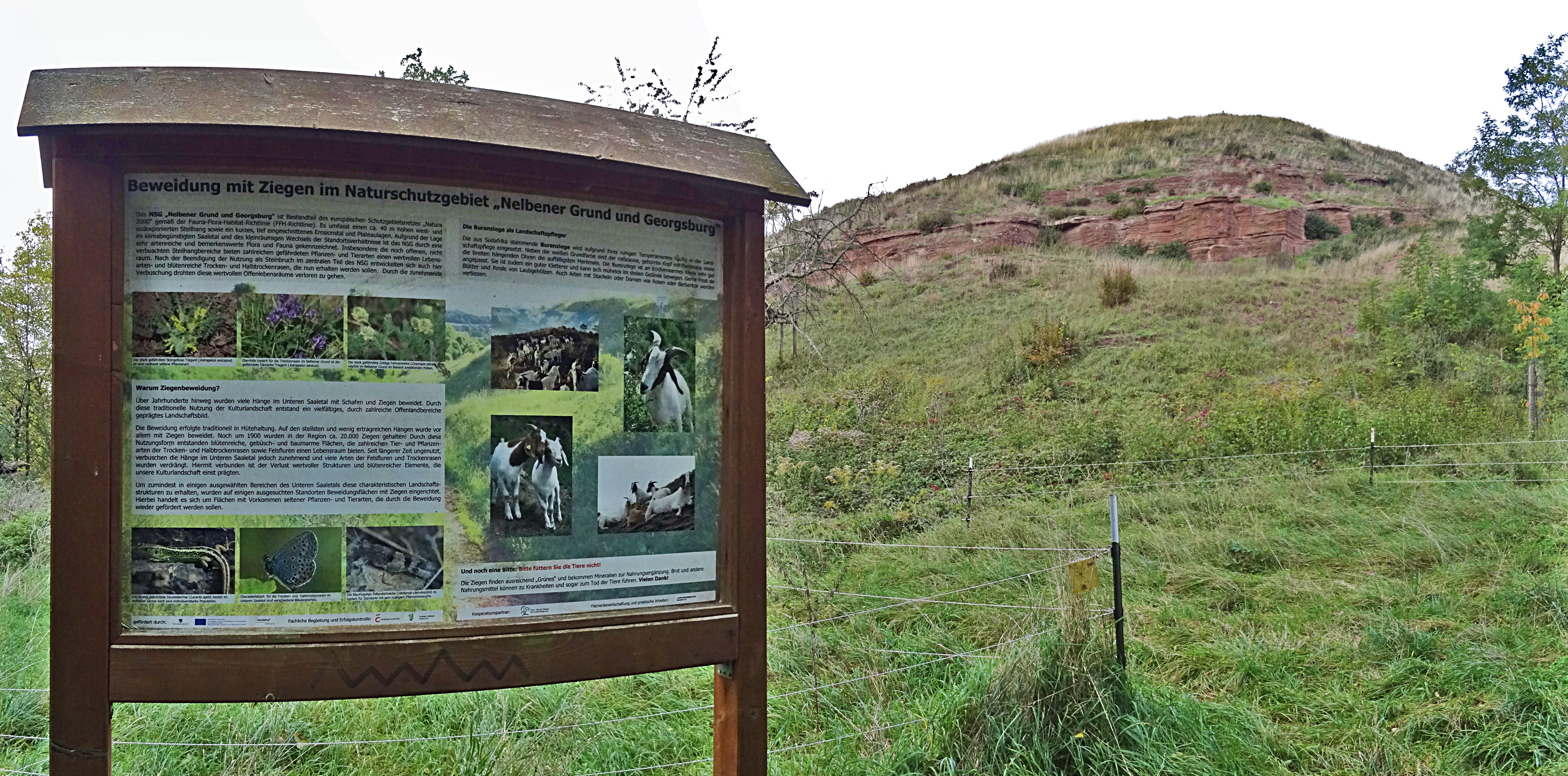
Informationstafel im Naturschutzgebiet

Nelbener Grund und Georgsburg ist ein Naturschutzgebiet in der Kleinstadt Könnern im Salzlandkreis in Sachsen-Anhalt.
Das Naturschutzgebiet mit dem Kennzeichen NSG 0084 ist rund 8 Hektar groß. Es ist Bestandteil des FFH-Gebietes „Saaledurchbruch bei Rothenburg“ und vom Landschaftsschutzgebiet „Saale“ umgeben. Das Gebiet steht seit 1967 unter Schutz (Datum der Verordnung: 11. September 1967). Zuständige untere Naturschutzbehörde ist der Salzlandkreis.
Das Naturschutzgebiet liegt westlich von Könnern im Naturpark Unteres Saaletal. Es stellt einen circa 40 Meter hohen, nach Westen bzw. Süden exponierten Steilhang des Saalberges sowie einen Teil des Nelbener Grundes, ein tief eingeschnittenes Erosionstal, am rechten Ufer der Saale in deren Durchbruchstal unter Schutz. Auf den Hängen siedeln Trocken- und Halbtrockenrasengesellschaften. So sind Thymian-Blauschwingelrasen aus Rankern, Mauerpfefferfluren und Therophytengesellschaften auf Felsstandorten bzw. Wimperperlgrasfluren auf Skelettböden, Berggamander-Blauschwingelfluren auf flachgründigen Kalkstandorten und Pfriemengrasgesellschaften auf tiefgründigen Lößstandorten. Bemerkenswerte Pflanzen im Schutzgebiet sind Bodentragant, Schmalblütige Traubenhyazinthe, Steppenfenchel, Gelber Zahntrost, Zottiger Spitzkiel, Gewöhnliches Nadelröschen, Haarpfriemengras und Bartgras. Auf einer von Norden in das Naturschutzgebiet hineinragenden Kupferschieferhalde siedeln Kupferblümchen und Hallers Grasnelke.
Im Naturschutzgebiet sind u. a. Grünspecht, Wendehals, Neuntöter, Nachtigall, Pirol und Sperbergrasmücke heimisch. Auch verschiedene Schmetterlinge sowie Schnecken wie Wulstige Kornschnecke, Zylinderwindelschnecke und Kleine Glattschnecke sind zu finden. 
Die Rasenflächen des Naturschutzgebietes verbuschen durch Schlehen- und Ligustergebüsche zunehmend.
Das Naturschutzgebiet grenzt auf der Plateaufläche des Saalberges an Ackerflächen. Im Saaletal grenzt es an einen Gleisanschluss.